# ایسائو کیمورا
ایسائو کیمورا (به ژاپنی: 木村 功 Kimura Isao) کو کیمورا، هنرپیشه ژاپنی بود. او در چند فیلم به کارگردانی آکیرا کوروساوا ظاهر شد؛ اولین فیلم سگ ولگرد (۱۹۴۹) در نقش یوسا بود. قابل توجه‌ترین نقش وی در هفت سامورایی به عنوان جوان‌ترین سامورایی گروه بنام کاتسوشیرو بوده است.